# Hugh Allen Meade
Hugh Allen Meade (ur. 4 kwietnia 1907, zm. 8 lipca 1949 w Waszyngtonie) – amerykański polityk związany z Partią Demokratyczną. W latach 1947–1949 przez jedną kadencję Kongresu Stanów Zjednoczonych był przedstawicielem drugiego okręgu wyborczego w stanie Maryland w Izbie Reprezentantów Stanów Zjednoczonych.